# Tragedia di Vargas
La tragedia di Vargas è un disastro naturale che ha colpito lo stato di Vargas, in Venezuela, il 14 dicembre 1999, quando piogge torrenziali e le alluvioni e i fiumi di detriti che ne conseguirono uccisero migliaia di persone, distrussero migliaia di case e portarono al completo collasso delle infrastrutture statali.
Secondo i soccorritori, il quartiere di Los Corales fu sepolto da una colata di fango fino all'altezza di tre metri e una grande percentuale delle abitazioni fu semplicemente portata via dall'oceano. Interi paesi come Cerro Grande e Carmen de Uria sparirono completamente. Morirono fra le 10.000 e le 30.000 persone.